# Flávio Miragaia Perri
Flávio Miragaia Perri (Birigüi, 1 de dezembro de 1940) é um diplomata brasileiro com atuação na área política, aposentado desde 30 de novembro de 2009.
Foi ministro do meio Ambiente do Brasil no governo Fernando Collor de Mello, de 14 de julho a 2 de outubro de 1992, presidente do IBAMA no mesmo período, secretário de Estado do Meio Ambiente e sucessivamente de Projetos Especiais no Rio de Janeiro, durante o governo de Marcello Alencar.
Foi secretário executivo do Grupo de Trabalho Ministerial encarregado da preparação da Rio 92( Conferência das Nações Unidas sobre Meio Ambiente e Desenvolvimento) e secretário executivo da Rio+5, organizada por amplo conjunto de ONGs nacionais e internacionais, em 1997. Coordenou a realização de duas visitas papais ao Brasil [1991 e 1997]. Atuou como consultor, na FIESP, na preparação da participação dessa Federação em evento paralelo da Rio+20.
Embaixador, foi ministro plenipotenciário na Missão do Brasil junto às Nações Unidas, cônsul-geral em Nova Iorque, representante permanente junto à FAO e cônsul-geral em Londres.
É bacharel em direito pela PUC-RJ, e tem o curso de Altos Estudos do Instituto Rio Branco. Atualmente atua como consultor independente com atuação de maneira ampla nas áreas executiva, ambiental, relações internacionais e organização, sob sua empresa "FM PERRI ME". Reside no Rio de Janeiro.